# Епархия Силхета
Епархия Силхета (лат. Dioecesis Sylhetensis) — епархия Римско-Католической церкви c центром в городе Силхет, Бангладеш. Епархия Силхета входит в митрополию Дакки.

## История
8 июля 2011 года Римский папа Бенедикт XVI издал буллу «Missionali Ecclesiae», которой учредил епархию Силхета, выделив её из архиепархии Дакки.

## Ординарии епархии
- епископ Бежой Нисефорус Д’Крузе (8.07.2011 — 30.09.2020), назначен архиепископом Дакки.

## Источник
- Бюллетень Святого Престола (недоступная ссылка) (англ.)
- Булла Missionali Ecclesiae (лат.)